# Willem Canter
Pour les articles homonymes, voir Canter.
Willem Canter, critique néerlandais, né à Utrecht en 1542, mort en 1575.

## Biographie
Fils d'un sénateur d'Utrecht, il étudie à Louvain. À l'âge de 16 ans, il parcourt la France, l'Italie et l'Allemagne et se lie d'amitié avec Jean Dorat dont il devient le disciple, Fulvius Orsinus, Sigonius et Muret.
Un des premiers, il donne l'exemple de restaurer les textes d'après des règles scientifiques. Il est le frère de Theodor Canter.

## Œuvres
On a de lui :
- Novae Lectiones, 1564 (l'édition la plus complète est celle d'Anvers, 1571, suivie d'un Syntagma de ratione emendandi grxcos auc-tores)
- Aristidis orationes avec trad. lat., Bâle, 1566
- la Cassandra de Lycophron 1569
- Euripides 1571
- Sophocles, 1579
- Aeschylus, 1580